# پمفیگوئید تاولی
پمفیگوئید تاولی (انگلیسی: Bullous pemphigoid) یا پمفیگوئید بولوز یک بیماری پوستی خارش‌دار بیماری خودایمنی است که معمولاً در افراد بالای ۶۰ سال رخ می‌دهد و ممکن است با تشکیل تاول (بولا) در فضای بین لایه‌های اپیدرم و دِرم پوست همراه باشد. این بیماری نوعی واکنش حساسیت مفرط نوع ۲ است که به سبب تشکیل آنتی‌بادی‌های ضد همی‌دسموزوم ایجاد می‌شود که باعث از بین رفتن چسبندگی کراتینوسیت‌ها به غشای پایه می‌شوند.

## علائم و نشانه‌ها
از نظر بالینی، نخستین ضایعات ممکن است به صورت راش‌های پوستی قرمز برجسته و کهیرمانند ظاهر شوند، اما همچنین می‌توانند همچون درماتیت، تارگتوئید، لیکنوئید، ندولار یا حتی بدون راش (خارش اولیه) ظاهر شوند. تاول‌های سفت در نهایت می‌ترکند که معمولاً در قسمت داخلی ران و قسمت بالایی بازوها دیده می‌شوند اما تنه و اندام‌ها اغلب هر دو درگیر می‌شوند. هر بخشی از سطح پوست بدن ممکن است درگیر شود. ضایعات دهانی در موارد اندکی وجود دارد. این بیماری ممکن است حاد باشد، اما می‌تواند مزمن باشد و طی ماه‌ها تا سال‌ها با دوره‌های تشدید و بهبودی ادامه یابد.
چندین بیماری پوستی دیگر ممکن است علائم مشابهی داشته باشند. با این حال، ضایعه پوستی میلیا در اپی‌درمولیز بولوسا اکوئیزیتا شایع‌تر است، چرا که اهداف آنتی‌ژنی بسیار عمقی‌تر هستند. پیکربندی حلقه‌مانند با فرورفتگی مرکزی یا تاول‌های جمع‌شده مرکزی ممکن است نشان‌دهنده بیماری خطی IgA باشد. نشانه نیکولسکی برخلاف پمفیگوس ولگاریس که مثبت است، در این بیماری دیده نمی‌شود.

## دلایل بروز
در بیشتر موارد پمفیگوئید تاولی، هیچ فاکتور زمینه‌ساز واضحی شناسایی نمی‌شود. رویدادهای بالقوه‌ای که گزارش شده‌اند شامل قرار گرفتن در معرض اشعه ماوراء بنفش و پرتودرمانی است. شروع پمفیگوئید تاولی همچنین با داروهای خاصی از جمله فوروزماید، داروهای ضدالتهاب غیراستروئیدی، بازدارنده‌های دی‌پپتیدیل پپتیداز-۴، کاپتوپریل، پنی سیلامین و برخی آنتی‌بیوتیک‌ها همراه بوده است.

## درمان
درمان بیماری با تجویز استروئیدهای موضعی یا سیستمیک انجام می‌شود. بر حسب شدت بیماری و وضعیت بیمار و بیماری زمینه‌ای او، پزشک ممکن است از داروی‌های سرکوب‌کننده سیستم ایمنی همچون متوترکسات، آزاتیوپرین و مایکوفنولیک اسید هم استفاده کند، هرچند با عوارض بالقوه خطرناکی همراه هستند. در بیمارانی که قادر به تحمل کورتون‌ها نیستند، گاهی تجویز آنتی‌بیوتیک‌هایی چون تتراسایکلین و اریترومایسین کمک‌کننده است. در موارد مقاوم‌به‌درمان و راجعهٔ پمفیگوئید تاولی تجویز آنتی‌بادی منوکلونال ریتوکسی‌مب کارساز بوده است.

## پیش‌آگهی
پمفیگوئید تاولی ممکن است در دوره‌ای از چند ماه تا چندین سال حتی بدون درمان خودبه‌خود برطرف شود. در افراد مسنی که سلامت عمومی خوبی ندارند، پیش آگهی بیماری ضعیف‌تر است.

## همه‌گیرشناسی
پمفیگوئید تاولی به ندرت در کودکان دیده می‌شود، پمفیگوئید تاولی و غیر تاولی بیشتر در افراد ۷۰ سال به بالا رخ می‌دهد. فراوانی تخمینی آن ۷ تا ۱۴ مورد در هر میلیون در سال است، اما در مردان اسکاتلندی بالای ۸۵ سال به ۴۷۲ مورد در هر میلیون در سال گزارش شده است. حداقل یک مطالعه نشان می‌دهد که بروز آن ممکن است در بریتانیا در حال افزایش باشد. برخی منابع گزارش می‌دهند که مردان دو برابر بیشتر از زنان مبتلا می‌شوند، در حالی که برخی پژوهش‌های دیگر هیچ تفاوتی بین جنسیت‌ها را گزارش نکرده‌اند.
علاوه بر انسان، پمفیگوئید تاولی در حیواناتی چون سگ، گربه، خوک‌های اهلی و اسب هم گزارش شده است. بروز آن در سگ‌ها بسیار نادر است و تنها ۳ مورد در سال در سرتاسر جهان گزارش می‌شود.

## بیشتر بخوانید
- Wojnarowska F, Kirtschig G, Highet AS, Venning VA, Khumalo NP (August 2002). "Guidelines for the management of bullous pemphigoid". The British Journal of Dermatology. 147 (2): 214–21. doi:10.1046/j.1365-2133.2002.04835.x. PMID 12174090. S2CID 762307.